# لقاح المكورات الرئوية المقترن
لقاح المكورات الرئوية المقترن (بالإنجليزية: Pneumococcal conjugate vaccine)‏، لقاح ضد المكورات الرئوية يستخدم لحماية الرضع والأطفال الصغار والبالغين من الأمراض التي تسببها هذه البكتيريا. يحتوي على عديد السكاريد المحفظي الخاص بالأنماط المصلية للمكورات الرئوية المقترنة ببروتين ناقل لتحسين استجابة الجسم. توصي منظمة الصحة العالمية باستخدام اللقاح ضمن التطعيمات الروتينية الممنوحة للأطفال. تتوفر ثلاثة أنواع من اللقاحات التي تأهلت مسبقًا من قبل منظمة الصحة العالمية في عام 2020.
الآثار الجانبية الأكثر شيوعًا عند الأطفال هي انخفاض الشهية، والحمى (شائعة جدًا فقط عند الأطفال الذين تتراوح أعمارهم بين ستة أسابيع وخمس سنوات)، والتهيج، وردود الفعل التحسسية في موقع الحقن (احمرار أو تصلب الجلد، والتورم، والألم)، والنعاس وتغير في عادات النوم. عند البالغين وكبار السن، الآثار الجانبية الأكثر شيوعًا هي انخفاض الشهية، والصداع، والإسهال، والحمى (شائع جدًا فقط عند البالغين الذين تتراوح أعمارهم بين 18 إلى 29 عامًا)، والإقياء (شائع جدًا فقط عند البالغين الذين تتراوح أعمارهم بين 18 إلى 49 عامًا)، والطفح الجلدي في موقع الحقن، تحدد في حركة الذراع، ألم مفصلي وآلام عضلية، قشعريرة وإرهاق.

## الماركات

### نيوموسيل
هو لقاح مكوات رئوية مقترن عشاري التكافؤ أنتجته شركة سيروم إنستيتيوت الهندية، ويحتوي على الأنماط المصلية التالية: 1، 5، 6A، 6B، 7F، 9V، 14، 19A، 19F، 23F. نال الموافقة المبدئية من منظمة الصحة العالمية في يناير 2020.

### بريفنار
أُنتجت شركة فايزر (وايث سابقًا) لقاح بريفنار 13 (بّي سي في 13) ليكون بديلًا عن بريفنار. يحوي هذا اللقاح 13 نمطًا مصليًا من المكورات الرئوية (1، 3، 4، 5، 6A، 6B، 7F، 9V، 14، 18C، 19A، 19F، 23F) ويقترن بالبروتين الناقل الخاص بالخناق. حظي برينفار 13 على موافقة الاستخدام في الاتحاد الأوروبي في ديسمبر 2009، ووافقت الولايات المتحدة على استخدامه بديلًا عن لقاح المكورات الرئوية المقترن سباعي التكافؤ في فبراير 2010. بعد انتظار نتائج التجربة المجراة في هولندا، أوصت مراكز مكافحة الأمراض واتقائها (سي دي سي) بإعطاء اللقاح للبالغين الذين تجاوزا 65 سنةً في أغسطس 2014.
يمثل بريفنار (بّي سي في 7) لقاحًا سباعي التكافؤ، أي يحوي جزيئات سكرية خاصةً بالمحفظة الخلوية لسبعة أنماط مصلية من جرثومة المكورة الرئوية (4، 6B، 9V، 14، 18C، 19F، 23F)، وتقترن هذه الأنماط مع بروتينات الخناق. صُنع اللقاح في شركة وايث المملوكة لفايزر. نال بريفنار موافقة الاستخدام في الولايات المتحدة في فبراير 2000، وأوصي بتلقيح جميع الأطفال الأصغر من سنتين والأطفال غير الملقحين بعمر 24 إلى 59 شهرًا مرتفعي خطر الإصابة بعدوى المكورة الرئوية.
أُنتج بريفنار من أشيع سبع سلالات منتشرة من المكورة الرئوية في الولايات المتحدة. يرتبط السكر الخاص بمحفظة الجرثومة، وهو صفة مميزة لهذا العامل الممرض، بمادة سي آر إم 197، وهي متغير مأشوب غير سام من ذيفان الخناق (الوتدية الخناقية). تنمو الجزيئات السكرية متعددة السكاريد الخاصة باللقاح في وسط مرق فول الصويا بشكل منفصل، ورغم الألكلة الاختزالية، يقترن السكر مباشرةً مع الحامل البروتيني سي آر إم 197 ليشكل المقترنات السكرية. يتشكل سي آر إم 197 في سلالة C7 من الوتدية الخناقية في وسط من حمض الكازامينو ومستخلص الخميرة.
تحوي الصيغة الأصلية سباعية التكافؤ الأنماط المصلية التالية: 4، 6B، 9V، 14، 18C، 19F، 23F، ويبدو أنها تقي بنسبة 98% من الإصابة بهذه السلالات، ما خفض وقوع مرض المكورات الرئوية لدى الرضع في الولايات المتحدة بنسبة 80%. توقف إنتاج اللقاح سباعي التكافؤ مع ظهور لقاح المكورات الرئوية عشري التكافؤ وثلاثة عشري التكافؤ.
أطلقت شركة فايزر لقاح بّي سي في 13 عام 2010، واحتوى هذا اللقاح ست سلالات إضافية (1، 3، 5، 6A، 19A، 7F) ليقي من أغلب حالات العدوى المتبقية.
في مارس 2020، أعلنت فايزر نيتها تقديم استطباب تلقيح للبالغين يخص لقاحها المرشح المقترن ذو التكافؤ 20 بالتعاون مع إدارة الغذاء والدواء بعد ظهور نتائج المرحلة السريرية الثالثة. يحوي هذا اللقاح المرشح الأنماط المصلية التالية: 1، 3، 4، 5، 6A، 6B، 7F، 8، 9V، 10A، 11A، 12F، 14، 15B، 18C، 19A، 19F، 22F، 23F، 33F.

### سينفلوريكس
سينفلوريكس لقاح عشاري التكافؤ أنتجته شركة غلاكسو سميث كلاين، يحوي على عشرة أنماط مصلية من المكورات الرئوية (1، 4، 5، 6B، 7F، 9V، 14، 18C، 19F، 23F) التي تقترن مع ناقل بروتيني. حظي سينفلوريكس بردود إيجابية من وكالة الأدوية الأوروبية سمحت باستخدامه في الاتحاد الأوروبي في يناير 2009، ونالت الشركة المصنعة تصريح  المفوضية الأوروبية لنشر اللقاح في الأسواق في مارس 2009.
طورت شركة غلاكسو سميث كلاين لقاحًا يحوي 15 نمطًا مصليًا (بّي سي في 15) (1، 3، 4، 5، 6A، 6B، 7F، 9V، 14، 18C، 19F، 19A، 22F، 23F، 33F)، ودخل المرحلة الثالثة من التجارب السريرية عام 2018.

## جدول التطعيم
كما هو الحال مع جميع اللقاحات سواء كانت متوفرة أو مطلوبة فإن طريقة إعطائها تختلف وفقًا للقرارات التي تتخذها وكالات الصحة العامة المحلية.
يفشل الأطفال الذين تقل أعمارهم عن عامين في تقديم استجابة كافية للقاح، ولذلك يُستخدم لقاح المكورات الرئوية المقترن. في حين أنه لا يغطي سوى سبع سلالات من أكثر من تسعين سلالة، إلا أن هذه السلالات السبع تسبب من 80% إلى 90% من حالات مرض المكورات الرئوية الشديد، وتعتبر فعالة بنسبة 100% تقريبًا ضد هذه السلالات.

### المملكة المتحدة
يتكون جدول تطعيم الأطفال في المملكة المتحدة من جرعتين الأولى في عمر الشهرين والثانية بعمر 4 أشهر مع جرعة ثالثة أخيرة بعمر 13 شهرًا.
يحتاج الأطفال المعرضون لخطر خاص (مثل: مرض فقر الدم المنجلي واستئصال الطحال) إلى حماية كاملة باستخدام اللقاح المقترن بالإضافة إلى لقاح عديد السكاريد الأكثر شمولًا الذي يُعطى بعد السنة الثانية من العمر.
| السن             | شهران إلى 6 شهور                                   | 7-11 شهرًا                                          | 12-23 شهرًا                                         |
| ---------------- | -------------------------------------------------- | -------------------------------------------------- | -------------------------------------------------- |
| اللقاح المقترن   | جرعة شهرية x 3                                     | جرعة شهرية x 2                                     | جرعتان بفاصل شهرين                                 |
| اللقاح المقترن   | جرعة إضافية في السنة الثانية من الحياة             |                                                    | جرعتان بفاصل شهرين                                 |
| لقاح ذو تكافؤ 23 | جرعة مفردة من اللقاح ذو التكافؤ 23 بعد عمر السنتين | جرعة مفردة من اللقاح ذو التكافؤ 23 بعد عمر السنتين | جرعة مفردة من اللقاح ذو التكافؤ 23 بعد عمر السنتين |

### الولايات المتحدة
في عام 2001، أوصت مراكز السيطرة على الأمراض والوقاية منها، بناءً على مشورة اللجنة الاستشارية، بإعطاء اللقاح لكل رضيع وطفل صغير في الولايات المتحدة. تجاوز الطلب الناتج عن الإنتاج، ما أدى إلى حدوث نقص لم يُحل حتى عام 2004. يجب أن يتلقى جميع الأطفال وفقًا لجدول التطعيم الأمريكي: أربع جرعات، الأولى في عمر الشهرين، الثانية في عمر أربعة أشهر، الثالثة في عمر ستة أشهر، وجرعة أخرى بين عام واحد وخمسة عشر شهرًا.

## الفعالية
صُمم بريفنار-7 لتثبيط سبعة من نحو تسعين نمطًا مصليًا من المكورات الرئوية التي لديها القدرة على التسبب في مرض المكورات الرئوية الغازية. في عام 2010، قُدم لقاح مكون من 13 مكافئًا. كل عام، يقتل هذا المرض نحو مليون طفل في جميع أنحاء العالم. منذ الموافقة، وُثّقت فعالية بريفنار في الوقاية من المرض من خلال عدد من الدراسات الوبائية. هناك أدلة على أن التطعيم الروتيني للأطفال يقلل من حدوث مرض المكورات الرئوية لدى البالغين وخاصة ذوي الخطورة العالية، مثل المرضى المصابين بفيروس نقص المناعة البشرية/الإيدز.
ومع ذلك، طُور اللقاح بشكل أساسي ليناسب الوضع الوبائي في الولايات المتحدة وأوروبا، وبالتالي فهو يحتوي على تغطية محدودة فقط للأنماط المصلية التي تسبب التهابات رئوية خطيرة في معظم البلدان النامية.

## الأدلة الداعمة بالإضافة إلى جداول التطعيم الروتينية
بعد إدخال لقاح المكورات الرئوية في عام 2000، وصفت عدة دراسات انخفاضًا في مرض المكورات الرئوية الغازية في الولايات المتحدة. بعد عام واحد من تقديمه، وجد مجموعة من الباحثين انخفاضًا بنسبة 69% في معدل الإصابة بالأمراض الغازية لدى أولئك الذين تقل أعمارهم عن عامين. بحلول عام 2004، انخفضت معدلات الإصابة بالالتهاب الرئوي بنسبة 39% وانخفضت معدلات الاستشفاء من التهاب السحايا بالمكورات الرئوية بنسبة 66% عند الأطفال الذين تقل أعمارهم عن سنتين.
كما انخفضت معدلات الإصابة بمرض المكورات الرئوية الغازية بين البالغين منذ إدخال اللقاح.

## التطعيم في البلدان منخفضة الدخل
مرض المكورات الرئوية هو القاتل الرئيسي للأطفال الصغار ويمكن الوقاية منه باللقاحات في جميع أنحاء العالم. وفقًا لمنظمة الصحة العالمية، توفي أكثر من 500 ألف طفل تقل أعمارهم عن خمس سنوات في عام 2008 فقط. نحو 90% من هذه الوفيات تحدث في البلدان النامية. تاريخيًا، مرت 15-20 سنة قبل أن يصل اللقاح الجديد إلى ربع سكان البلدان النامية.
أُسس مشروع ممول من التحالف العالمي للقاحات والتمنيع لتسريع إدخال لقاحات المكورات الرئوية إلى البلدان منخفضة الدخل من خلال الشراكات بين البلدان والجهات المانحة والأوساط الأكاديمية والمنظمات الدولية والصناعة. يواصل التحالف العالمي للقاحات والتمنيع هذا العمل واعتبارًا من مارس 2013، قدمت 25 دولة مؤهلة ومدعومة من التحالف لقاح المكورات الرئوية المقترن. بالإضافة إلى ذلك، هناك 15 دولة إضافية في التحالف لديها خطط لإدخال اللقاح في برنامج التمنيع الوطني لديها و23 دولة أخرى وافقت على دعم التحالف بهدف إدخال اللقاح.